# توماس مورگنشترن
توماس مورگنشترن (به آلمانی: Thomas Morgenstern) ورزشکار مرد رشتهٔ پرش با اسکی اهل کشور اتریش است. وی در بین سال‌های ‎۲۰۰۶ تا ۲۰۱۰ میلادی در مسابقات بازی‌های المپیک زمستانی در مجموع ۳ مدال طلا را کسب کرد.